# Stamperland
Stamperland es una localidad situada en el concejo de East Renfrewshire, en Escocia (Reino Unido), con una población estimada a mediados de 2016 de 3640 habitantes.
Se encuentra ubicada en la zona oeste de Escocia, a poca distancia al sur de la ciudad de Glasgow.